# Ковилинське сільське поселення
Ковили́нське сільське поселення (рос. Ковылинское сельское поселение) — сільське поселення у складі Забайкальського району Забайкальського краю Росії.
Адміністративний центр — селище Ковилі.
Станом на 2002 існувала Арамогойтуйська сільська адміністрація (селища Арамогойтуй, Ковилі).

## Населення
Населення сільського поселення становить 901 особа (2019; 1151 у 2010, 1607 у 2002).

## Склад
До складу сільського поселення входять:
| Населений пункт     | Населення, осіб (2002) | Населення, осіб (2010) |
| ------------------- | ---------------------- | ---------------------- |
| Арамогойтуй, селище | 110                    | 86                     |
| Ковилі, селище      | 1497                   | 1065                   |